# PDS 70
PDS 70 es una estrella T Tauri muy joven, en la constelación del Centauro. Se encuentra a 370 años luz de la Tierra (110 parsecs), tiene una masa de 0,76 M☉ y aproximadamente 5,4 millones de años. La estrella tiene un disco protoplanetario que alberga dos exoplanetas nacientes, denominados PDS 70b y PDS 70c, que han sido fotografiados por el Very Large Telescope del Observatorio Europeo Austral.
PDS 70b fue el primer protoplaneta confirmado en ser fotografiado directamente.

## Descubrimiento y denominación
El "PDS" en el nombre de la estrella significa Pico dos Días Survey, un estudio que buscó estrellas previas a la secuencia principal en función a los colores infrarrojos de la estrella medidos por el satélite IRAS.
PDS 70 fue identificada como una estrella variable T Tauri en 1992, a partir de estos colores infrarrojos. El brillo de PSD 70 varía casi periódicamente con una magnitud de unas pocas centésimas de magnitud de luz visible. Las mediciones del período de la estrella en la literatura astronómica son inconsistentes, oscilando entre 3007 días y 5,1 o 5,6 días.

## Disco protoplanetario
El disco protoplanetario de PDS 70 se planteó por primera vez en 1992 y se obtuvo una imagen completa en 2006 con un coronógrafo de máscara fase en el VLT. El disco tiene un radio aproximado de 140 UA. En 2012 se descubrió una gran brecha (~65 UA) en el disco, que se pensaba que era causaba por la formación planetaria.
Más tarde, se halló que la brecha tenía múltiples regiones: los granos de polvo grande se ausentaban hasta las 80 UA, mientras que los granos de polvo pequeño sólo se ausentaban hasta las 65 UA observadas previamente. Hay una asimetría en la forma general de la brecha; estos factores indican que es probable que hayan múltiples planetas que afecten la forma del espacio y distribución de polvo.

## Sistema planetario
| Compañeros de la estrella | Masa         | Semieje mayor(UA) | Período orbital(días) | Excentricidad      | Inclinación     | Radio          |
| ------------------------- | ------------ | ----------------- | --------------------- | ------------------ | --------------- | -------------- |
| PDS 70b                   | 7,0 ± 0,5 MJ | 22.7+2.0 −0.5     | 45108+3580 −1790      | 0.17 ± 0.6         | 131.0+2.9 −2.6° | 1.75 ± 0.75 RJ |
| PDS 70c                   | 4,4 ± 1,1 MJ | 30.2+2.0 −2.4     | 69945+5771 −11500     | 0.037+0.041 −0.025 | 130.5+2.5 −2.4° | -              |
| Disco protoplanetario     | ~65–140 UA   | ~65–140 UA        | ~65–140 UA            | ~65–140 UA         | ~130°           | -              |

En los resultados publicados en 2018, un planeta en el disco, denominado PDS 70b fue fotografiado con el Generador de Imágenes de Planetas SPHERE del VLT. Con una masa estimada de unas pocas veces mayor a la Júpiter, se pensaba que el planeta tenía temperaturas de alrededor de 1000 °C y atmósfera con nubes; su órbita tiene un radio aproximado de 3220 millones de km (21,5 UA), tardando alrededor de 120 años en una revolución.
El espectro de emisión de PDS 70b es gris y sin características, y no se detectaron especies moleculares para 2021.
Un segundo planeta, llamado PDS 70c, fue descubierto en 2019 utilizando el Espectrógrafo de Campo Integral MUSE del VLT. El planeta orbita alrededor de su estrella a una distancia de 5310 millones de km (35,5 UA), más lejos que PDS 70b.
Este planeta se encuentra en resonancia orbital cercana a 1:2 con PDS 70b, por lo que completa casi una revolución una vez cada que el otro hace casi dos.

### Discos circumplanetarios
El modelado predice que PDS 70b ha adquirido su propio disco de acreción, el cual se confirmó por observación en 2019 y la tasa de acreción se midió en al menos 5*10−7 MJ por año. Un estudio de 2021 con métodos y datos nuevos sugirió una tasa de acumulación más baja de 1,4 ± 0,2*10−8 MJ/año. No está claro cómo conciliar estos resultados entre sí y con los modelos de acreción planetaria existentes; la investigación futura en los mecanismos de acreción y la producción de emisiones de Hα debería ofrecer claridad. El radio del disco de acreción ópticamente grueso es de 3,0 ± 0,2 RJ, significativamente más grande que el propio planeta. Su temperatura bolométrica es de 1193 ± 20 K.
En julio de 2019, los astrónomos que utilizaron el Atacama Large Millimeter Array (ALMA) informaron la primera detección de un disco circumplanetario en formación lunar. El disco se detectó alrededor de PDS 70c, con un disco potencial observado alrededor de PDS 70b. El disco fue confirmado por investigadores dirigidos por Caltech utilizando el Observatorio WM Keck en Mauna Kea, cuya investigación se publicó en mayo de 2020. En noviembre de 2021 se publicó una imagen del disco circumplanetario alrededor de PDS 70c.

## Hallazgos

### Posible cuerpo coorbital
En julio de 2023, se anunció la probable detección de una nube de escombros coorbital con el planeta PDS 70b. Se cree que estos desechos tienen una masa de 0,03 a 2 veces la de la Luna y podría ser evidencia de un planeta troyano o uno en proceso de formación.

### Detección de agua por el James Webb
El Telescopio espacial James Webb detectó rastros de agua en la zona de formación planetaria rocosa del sistema PDS 70, específicamente vapor de agua en el disco interno, a unos 160 millones de kilómetros de la estrella (1,08 UA).
Esta es la primera detección de agua en la "zona del planeta rocoso" de un sistema conocido por tener 2 o más planetas en desarrollo. Eso significa que si algún día se forman planetas rocosos alrededor de PDS 70, tendrán agua lista y esperando.